# Turret Island
Turret Island (von englisch turret ‚Mauerturm, Kanzel, Rondell‘) ist eine kleine und bis auf die Nordseite vereiste Insel vor der Pennell-Küste des ostantarktischen Viktorialands. Sie liegt 1,5 km westlich von Flat Island im Mündungsgebiet des Shipley-Gletschers.
Die von Victor Campbell (1875–1956) geleitete Nordgruppe der britischen Terra-Nova-Expedition (1910–1913) kartierte und benannte ihn. Namensgebend ist das nördliche Ende der Insel, die aus den Eismassen des Shipley-Gletschers hervorspringt wie ein Mauerturm.